# Psitteuteles
Psitteuteles és un gènere monotípic d'ocells de la família dels psitàcids (Psittacidae).
Segons la classificació del Congrés Ornitològic Internacional del 2022 aquest gènere, descrit per Charles Lucien Bonaparte el 1854 conté només una espècie i no hi ha cap subespècie:
- lori versicolor (Psitteuteles versicolor).

El 2020, el lori iris, antigament Psitteuteles iris va ser mogut al gènere nou Saudareos i el lori de Goldie, antigament Psitteuteles goldiei va esdevenir Glossoptilus goldiei.